# Historia de la Copa Mundial de Rugby

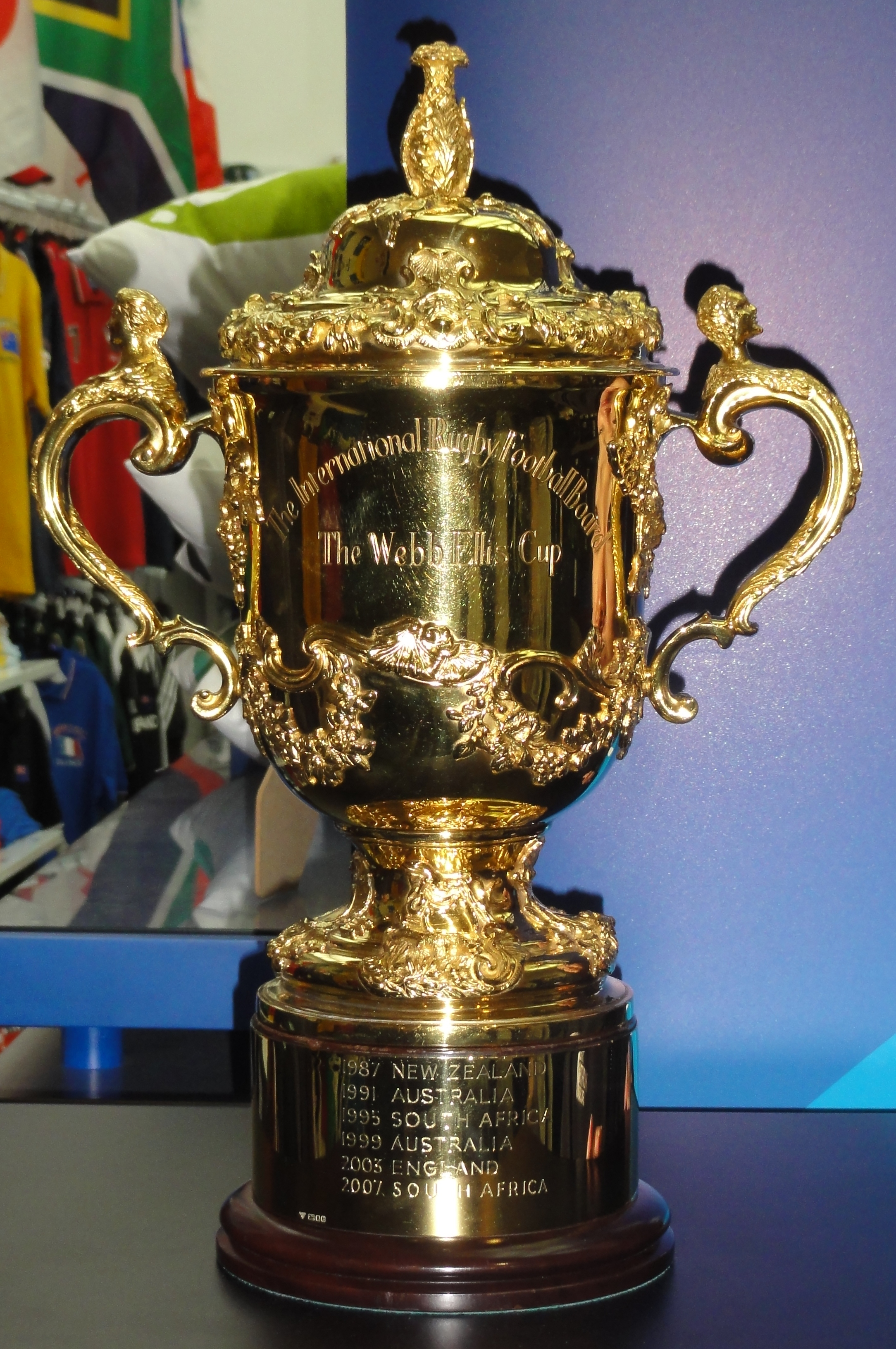
Primera copa del mundo en 1987.

La primera Copa del Mundo de Rugby se celebró en 1987, organizada por Rugby Australia y New Zealand Rugby, que presionaron para que el torneo fuera aprobado. Desde la primera edición, se ha celebrado de manera ininterrumpida y en intervalos de cuatro años.

## Competiciones internacionales anteriores
Aparte de los partidos de prueba regulares y los equipos de gira, los torneos que se asemejaban a un formato de copa del mundo, aunque no de su escala, sino en términos de naciones internacionales que compiten, son competiciones como los Juegos Olímpicos de Verano y el Campeonato de las Naciones locales / Campeonato de las Cinco Naciones.
El rugby se jugó en los Juegos Olímpicos de Verano en cuatro ocasiones, 1900, 1908, 1920 y 1924. Estas competiciones no involucraban a equipos nacionales completos, y por lo general solo tenían tres o cuatro naciones participantes en cualquier evento individual. El Campeonato Internacional/Cinco Naciones, ahora el Campeonato de las Seis Naciones, se ha jugado desde 1883. Es uno de los torneos internacionales de rugby más antiguos, en el que solo participan naciones europeas.

## Intentos tempranos
Hay varias historias que representan sugerencias de organizar una copa mundial de rugby antes de los años 1980. Uno de los primeros pioneros conocidos fue Harold Tolhurst, un jugador australiano que más tarde se convertiría en árbitro y quien planteó la idea de un torneo de este tipo ya a finales de los años 1950. Se ha dicho que en 1968, la International Rugby Board (hoy World Rugby) hizo saber que no quería que sus uniones fueran parte de una competición que se asemejaba a una copa del mundo.
Ideas similares surgieron durante los últimos años de la era pre-mundial. Bill McLaughlin, quien fue presidente de Rugby Australia en 1979, sugirió la idea de organizar una Copa Mundial en 1988 y formar parte de las celebraciones del bicentenario de Australia.

## Años 1980
En 1982 Neil Durden-Smith sugirió que la copa del mundo debería celebrarse en el Reino Unido a fines de esa década . La IRB discutió la propuesta en marzo de 1983, pero el concepto no llegó a seguir adelante. Otra reunión se celebró en junio de 1983, donde Australia presentó una propuesta que los vería albergar el primer evento (si sucediera). Nueva Zelanda se unió a la campaña, poniendo adelante su propuesta propia en marzo del año siguiente. La IRB pasó a realizar un estudio de viabilidad, Australia y Nueva Zelanda unieron fuerzas para pujar por la celebración de una Copa del Mundo inaugural.
Una reunión posterior de la WR se celebró en París en marzo de 1985. Se sabe que originalmente, las cuatro naciones británicas se oponían a la idea y los partidarios más vocales eran Australia, Francia y Nueva Zelanda. Se cree que la decisión de Sudáfrica de votar a favor del evento fue el punto de inflexión en la votación. Sudáfrica votó a favor de que el torneo se realizara, aunque sabían que no competirían debido al boicot deportivo en ese momento. La votación de Sudáfrica vio a Inglaterra, seguida de Gales, cambiar para estar a favor también.

## El primer torneo
La Copa Mundial de Rugby de 1987 fue organizada tanto por Australia como por Nueva Zelanda. Se jugaron 32 partidos entre el 22 de mayo y el 20 de junio. El torneo contó con una nación africana, tres naciones americanas, una nación asiática, siete naciones europeas y cuatro naciones oceánicas. Una omisión notable fue Samoa y los Springboks que no competían debido al boicot deportivo internacional.
Siete plazas fueron ocupadas automáticamente por los miembros de la IRFB y se enviaron invitaciones para llenar las plazas restantes. En total hubo 16 naciones en la competencia. Francia jugó contra Australia en una de las semifinales con Nueva Zelanda jugando contra Gales en la otra. Nueva Zelanda se convirtió en el primer campeón de la Copa Mundial de Rugby, derrotando a Francia 29-9 en Eden Park en Auckland.

## Años 1990
La Copa Mundial de 1991 fue organizada por Gran Bretaña, Irlanda y Francia, con la final del torneo jugándose en el estadio de Twickenham, la casa del rugby inglés. Por primera vez, un torneo clasificatorio reemplazó el formato de invitación utilizado anteriormente. En el torneo clasificatorio participaron 32 equipos. Inglaterra se clasificó para la final al derrotar a Escocia en Murrayfield, con Australia uniéndose a ellos al derrotar a Nueva Zelanda al día siguiente. Australia ganó la final, derrotando a Inglaterra 12-6 y se convirtió en la primera nación en ganar la copa fuera de casa.
La Copa Mundial de 1995 fue organizada por Sudáfrica y fue la primera vez que todos los partidos se jugarían en un solo país. Fue la primera vez que los Springboks participaron en el torneo, tras el fin de su boicot deportivo internacional debido al régimen del apartheid y ganaron derrotando a Nueva Zelanda 15-12 en la final. El torneo también vio la aparición de la primera superestrella mundial del rugby, el wing neozelandés Jonah Lomu. Él y Marc Ellis terminaron el torneo como los máximos anotadores de tries.
La Copa Mundial de 1999 fue organizada por Gales con partidos jugados en Inglaterra, Francia, Escocia e Irlanda. Hubo más cambios en las reglas de clasificación automática para este torneo, donde solo los tres primeros lugares de 1995 y junto con la nación anfitriona, se clasificaron automáticamente. 65 naciones participaron en competiciones clasificatorias para el torneo y los participantes aumentaron de 16 a 20. La sorprendente victoria de Francia por 43-31 en semifinales sobre los All Blacks es considerada como una de las mayores sorpresas y también uno de los mejores partidos en la historia de la Copa Mundial. Australia derrotó a Francia en la final 35-12. Por lo tanto, se convirtieron en la primera nación en ganar la Copa del Mundo dos veces.

## Años 2000
La Copa Mundial de 2003 fue organizada por Australia. Originalmente iba a ser coorganizada con Nueva Zelanda, pero los desacuerdos sobre la programación y la señalización en los lugares llevaron a Australia a ir por su cuenta. Inglaterra ganó el torneo, derrotando a los Wallabies 20 puntos a 17 en la final. A falta de 21 segundos para la muerte súbita, el inglés Jonny Wilkinson anotó un drop para ganar el partido. La Rosa se convirtió en la primera nación del hemisferio norte en ganar una Copa Mundial. Al regresar a casa, el equipo inglés fue recibido por unas 750.000 personas en un desfile callejero que celebraba su victoria.
La Copa Mundial de 2007 se celebró en Francia, con partidos también jugados en Gales y Escocia. El torneo fue ganado por Sudáfrica, que derrotó a Inglaterra 15-6 en la final para convertirse en campeones del mundo por segunda vez. Los reventones en las puntuaciones en los partidos de grupo contra las naciones menores se transformaron en una serie final dominada por la defensa. Este torneo fue notable para Argentina convirtiéndose en el primer equipo de fuera del Seis Naciones y Tres Naciones en llegar a las semifinales. Este torneo fue la primera vez que tanto Australia como Nueva Zelanda no avanzaron más allá de los cuartos de final.
Años 2010
El torneo de 2011 fue organizado por Nueva Zelanda: vio una repetición de la clasificación final de la Copa Mundial de 1987, cuando Australia se enfrentó a Gales en la final de bronce y ganó 21-18, mientras que Nueva Zelanda, al derrotar a Francia 8-7 en la final, se convirtió en la primera nación en ganar en casa dos veces. Este torneo fue notable por el hecho de que Francia perdió dos veces en la fase de grupos, ante Nueva Zelanda y Tonga, y sin embargo, de alguna manera logró avanzar hasta la final para enfrentarse con Nueva Zelanda una vez más.
El torneo de 2015 fue organizado por Inglaterra. El torneo fue ganado por Nueva Zelanda, que derrotó a Australia 34-17 para convertirse en la primera nación en defender con éxito su título de Campeón del Mundo y la primera nación en ganar el torneo tres veces. Esta fue la primera vez que Nueva Zelanda había ganado la copa fuera de casa. Este torneo es notable por el grupo de la muerte, que vio a Inglaterra, Australia y Gales luchar por obtener un lugar en los cuartos de final. Inglaterra se convirtió en la única nación anfitriona en no clasificarse a la fase final. Esta también se convirtió en la primera Copa en tener a todas las naciones del hemisferio norte, eliminadas en los cuartos de final. Esta copa del mundo también será recordada por la mayor sorpresa de la historia cuando Japón venció a Sudáfrica 34 - 32 en la fase de grupos.
El torneo 2019 se celebró en Japón, fue ganado por Sudáfrica después de que derrotaron a Inglaterra en la final. Algunas cosas notables que sucedieron en este torneo fueron cuando Uruguay obtuvo su primera victoria en la RWC desde 2003, venciendo a Fiyi 30-27. Japón se convirtió en el primer cuarto finalista de Asia, y la primera nación de Nivel 2 en ganar un grupo, (de nuevo es cuestionable ya que Japón es una nación de Nivel 1 desde que concluyó la Copa del Mundo) con famosas victorias sobre Irlanda (19-12) y Escocia (28-21) y Nueva Zelanda perdió su primer juego de RWC desde 2007 cuando Inglaterra los derrotó en las semifinales 19-7.
Años 2020
El 15 de noviembre de 2017, Francia fue anunciada como sede de la Copa Mundial de 2023.